# Adam Nagaitis

Nagaitis 2018 bei der Premiere von The Terror

Adam Matthew Nagaitis (* 7. Juni 1985 in Chorley, Lancashire)  ist ein britischer Schauspieler, am bekanntesten für seine Hauptrollen in The Terror 2018 und Chernobyl 2019.

## Persönliches

### Familie
Nagaitis wurde im englischen Chorley, Lancashire geboren. Er hat eine ältere Schwester. Seine Eltern waren geschieden; sein Vater, der von zuhause das Baukalkulationsunternehmen Nagaitis Associations führte, verstarb im Juli 2002, nachdem er von einem Bus getroffen worden war.

### Ausbildung
2004 zog er mit 19 Jahren nach New York City und begann ein Schauspielstudium an dem Stella Adler Conservatory. In New York gründete und führte er eine Theatergesellschaft. Sein Studium setzte er in der Royal Academy of Dramatic Art in London fort, wo er 2012 seinen BA in Schauspiel erlangte.  Während seiner Zeit bei der RADA nahm er mehrere Hörspiele für BBC Radio 4 auf und wurde 2012 mit dem BBC Radio Carleton Hobbs Award ausgezeichnet.

## Karriere
Nach seinem insgesamt fünfjährigen Schauspieltraining trat er hauptsächlich in Filmen und Serien auf, die wahre geschichtliche Ereignisse zeigen und in denen er häufig reale Personen spielte. 2014 erhielt er eine Rolle in ’71, dem Spielfilmdebüt von Yann Demange über den Nordirlandkonflikt, und 2015 die erste längere Rolle in einer Miniserie in Banished über die Sträflingskolonie Australien, welche er selbst als seinen Durchbruch bezeichnet. 2016 spielte er in Produktionen über Houdini und Doyle und über die Geschwister Brontë.
Größere internationale Bekanntheit erlangte er durch Serien-Hauptrollen in The Terror von 2018 und Chernobyl von 2019. Zu Weihnachten 2019 war er in einer Adaption von Charles Dickens’ A Christmas Carol als Miniserie zu sehen. 2021 spielt er eine Rolle in dem Film Gunpowder Milkshake. 2022 wurde er in einer Hauptrolle für The Walking Dead: Daryl Dixon besetzt.

## Filmografie (Auswahl)

### Film
- 2008: The Local
- 2014: ’71
- 2014: Sex on the Beach 2 (The Inbetweeners 2)
- 2014: Peterman
- 2015: Suffragette – Taten statt Worte
- 2016: Sturm der Gefühle – Das Leben der Brontë-Schwestern (To Walk Invisible, Fernsehfilm) als Branwell Brontë
- 2017: Die Macht des Bösen (The Man With The Iron Heart) als Karel Čurda
- 2018: The Commuter
- 2021: Gunpowder Milkshake
- 2021: The Last Duel

### Fernsehen
- 2013: Law & Order: UK (2 Episoden)
- 2014: Happy Valley – In einer kleinen Stadt (Happy Valley, 3 Episoden)
- 2015: Code of a Killer (1 Episode)
- 2015: Banished (7 Episoden)
- 2015: You, Me and the Apocalypse (1 Episode)
- 2016: Houdini & Doyle (4 Episoden)
- 2018: The Terror Staffel 1 (10 Episoden) als Cornelius Hickey Anm
- 2019: Chernobyl (4 Episoden) als Wassili Iwanowitsch Ignatenko
- 2019: A Christmas Carol (1 Episode)
- 2022: Red Rose (8 Episoden)
- 2023: Das Gold (The Gold, 4 Episoden)
- 2023: The Walking Dead: Daryl Dixon (5 Episoden)
- 2024: The Responder (6 Episoden)
- 2024–2025: The Agency (6 Episoden)
- 2025: A Thousand Blows (1 Episode)

## Weblink
- Adam Nagaitis bei IMDb